# Liste der Nummer-eins-Hits in Kolumbien (2022)
Diese Liste der Nummer-eins-Hits in Kolumbien 2022 basiert auf den offiziellen Chartlisten der Promúsica Colombia. Die Charts basieren allein auf Musikstreaming.

## Singles
| ← 2021 ← | Liste der Nummer-eins-Hits in Kolumbien | Liste der Nummer-eins-Hits in Kolumbien | Liste der Nummer-eins-Hits in Kolumbien | 2023 →                    |
| \| Zeitraum \| Wo. ges. \| Interpret \| Titel Autor(en) \| Zusätzliche Informationen \| \| (Zeitraum, Wochen auf Platz eins, Interpret, Titel, Autor[en], zusätzliche Informationen) \| \| \| \| \| \| ----------------------------------------------------------------------------------------- \| -------- \| ---------------------------- \| ------------------------------------------------------------------------------------------------------------------------------------------------------------------------------ \| ------------------------- \| \| 12. November 2021 – 10. Februar 2022 13 Wochen (insgesamt 16) \| 16 \| Ryan Castro & Feid \| Monastery Daniel Pineda Foronda, Ryan Castro, Salomón Villada Hoyos, Santiago Orrego Gallego \| – \| \| 11. Februar 2022 – 24. Februar 2022 2 Wochen \| 2 \| Becky G & Karol G \| Mamiii Daniel Echavarría Oviedo, Carolina Giraldo Navarro, Daniel Uribe, Elena Rose, Justin Rafael Quiles Rivera, Luis Miguel Gomez Castaño, Rebbeca Marie Gomez \| – \| \| 25. Februar 2022 – 17. März 2022 3 Wochen (insgesamt 16) \| 16 \| Ryan Castro & Feid \| Monastery Daniel Pineda Foronda, Ryan Castro, Salomón Villada Hoyos, Santiago Orrego Gallego \| – \| \| 18. März 2022 – 24. März 2022 1 Woche (insgesamt 4) \| 4 \| Alejo, Feid & Robi \| Pantysito Nicholas A. Thomas Magriña, Jaime Cosculluela, Esteban Higuita Estrada, Ruben Alejandro Estrada, Roberto Chabrier Báez Moraza, Salomón Villada Hoyos \| – \| \| 25. März 2022 – 31. März 2022 1 Woche \| 1 \| Paulo Londra \| Plan A Federico Javier Colazo, Federico Vindver, Matias Andres Rapacioli, Paulo Londra \| – \| \| 1. April 2022 – 21. April 2022 3 Wochen (insgesamt 4) \| 4 \| Alejo, Feid & Robi \| Pantysito Nicholas A. Thomas Magriña, Jaime Cosculluela, Esteban Higuita Estrada, Ruben Alejandro Estrada, Roberto Chabrier Báez Moraza, Salomón Villada Hoyos \| – \| \| 22. April 2022 – 5. Mai 2022 2 Wochen \| 2 \| Karol G \| Provenza Carolina Giraldo Navarro, Daniel Echavarría Oviedo, Kevyn Mauricio Cruz Moreno \| – \| \| 6. Mai 2022 – 19. Mai 2022 2 Wochen \| 2 \| Bad Bunny & Bomba Estéreo \| Ojitos lindos Michael Bryan Masis, Benito Antonio Martínez Ocasio, Marcos Efraín Masís Fernández, Liliana Margarita Saumet Avila \| – \| \| 20. Mai 2022 – 7. Juli 2022 7 Wochen \| 7 \| Bad Bunny & Chencho Corleone \| Me porto bonito Benito Antonio Martínez Ocasio, José Carlos Cruz, Jesús Molina, Freddy Montalvo, Joel Hernández-Rodríguez, Marco Daniel Borrero, Orlando Javier del Valle Vega \| – \| \| 8. Juli 2022 – 14. Juli 2022 1 Woche \| 1 \| Feid \| Normal Alejandro Ramirez Suarez, Salomón Villada Hoyos \| – \| \| 15. Juli 2022 – 1. September 2022 7 Wochen \| 7 \| Bizarrap feat. Quevedo \| Quevedo: Bzrp Music Sessions, Vol. 52 Santiago Pablo Exequiel Alvarado, Pedro Dominguez Quevedo, Gonzalo Julián Conde \| – \| \| 2. September 2022 – 27. Oktober 2022 8 Wochen \| 8 \| Feid \| Feliz cumpleaños Ferxxo Andrés David Restrepo Echevarría, Esteban Higuita Estrada, Johan Esteban Espinosa Cuervo, Salomón Villada Hoyos, Alejandro Ramirez Suarez \| – \| \| 28. Oktober 2022 – 5. Januar 2023 10 Wochen \| 10 \| Ozuna feat. Feid \| Hey Mor Andrés Jael Correa Rios, Jan Carlos Ozuna Rosado, José Antonio Aponte Santi, Salomón Villada Hoyos, Gerald Oscar Jimenez, Alejandro Ramirez Suarez \| – \| |                                         |                                         | |                           |
| ← 2021 |                                         |                                         | | → 2023 →                  |
| Zeitraum | Wo. ges.                                | Interpret                               | Titel Autor(en) | Zusätzliche Informationen |
| (Zeitraum, Wochen auf Platz eins, Interpret, Titel, Autor[en], zusätzliche Informationen) |                                         |                                         | |                           |
| 12. November 2021 – 10. Februar 2022 13 Wochen (insgesamt 16) | 16                                      | Ryan Castro & Feid                      | Monastery Daniel Pineda Foronda, Ryan Castro, Salomón Villada Hoyos, Santiago Orrego Gallego                                                                                   | –                         |
| 11. Februar 2022 – 24. Februar 2022 2 Wochen | 2                                       | Becky G & Karol G                       | Mamiii Daniel Echavarría Oviedo, Carolina Giraldo Navarro, Daniel Uribe, Elena Rose, Justin Rafael Quiles Rivera, Luis Miguel Gomez Castaño, Rebbeca Marie Gomez               | –                         |
| 25. Februar 2022 – 17. März 2022 3 Wochen (insgesamt 16) | 16                                      | Ryan Castro & Feid                      | Monastery Daniel Pineda Foronda, Ryan Castro, Salomón Villada Hoyos, Santiago Orrego Gallego                                                                                   | –                         |
| 18. März 2022 – 24. März 2022 1 Woche (insgesamt 4) | 4                                       | Alejo, Feid & Robi                      | Pantysito Nicholas A. Thomas Magriña, Jaime Cosculluela, Esteban Higuita Estrada, Ruben Alejandro Estrada, Roberto Chabrier Báez Moraza, Salomón Villada Hoyos                 | –                         |
| 25. März 2022 – 31. März 2022 1 Woche | 1                                       | Paulo Londra                            | Plan A Federico Javier Colazo, Federico Vindver, Matias Andres Rapacioli, Paulo Londra                                                                                         | –                         |
| 1. April 2022 – 21. April 2022 3 Wochen (insgesamt 4) | 4                                       | Alejo, Feid & Robi                      | Pantysito Nicholas A. Thomas Magriña, Jaime Cosculluela, Esteban Higuita Estrada, Ruben Alejandro Estrada, Roberto Chabrier Báez Moraza, Salomón Villada Hoyos                 | –                         |
| 22. April 2022 – 5. Mai 2022 2 Wochen | 2                                       | Karol G                                 | Provenza Carolina Giraldo Navarro, Daniel Echavarría Oviedo, Kevyn Mauricio Cruz Moreno                                                                                        | –                         |
| 6. Mai 2022 – 19. Mai 2022 2 Wochen | 2                                       | Bad Bunny & Bomba Estéreo               | Ojitos lindos Michael Bryan Masis, Benito Antonio Martínez Ocasio, Marcos Efraín Masís Fernández, Liliana Margarita Saumet Avila                                               | –                         |
| 20. Mai 2022 – 7. Juli 2022 7 Wochen | 7                                       | Bad Bunny & Chencho Corleone            | Me porto bonito Benito Antonio Martínez Ocasio, José Carlos Cruz, Jesús Molina, Freddy Montalvo, Joel Hernández-Rodríguez, Marco Daniel Borrero, Orlando Javier del Valle Vega | –                         |
| 8. Juli 2022 – 14. Juli 2022 1 Woche | 1                                       | Feid                                    | Normal Alejandro Ramirez Suarez, Salomón Villada Hoyos | –                         |
| 15. Juli 2022 – 1. September 2022 7 Wochen | 7                                       | Bizarrap feat. Quevedo                  | Quevedo: Bzrp Music Sessions, Vol. 52 Santiago Pablo Exequiel Alvarado, Pedro Dominguez Quevedo, Gonzalo Julián Conde                                                          | –                         |
| 2. September 2022 – 27. Oktober 2022 8 Wochen | 8                                       | Feid                                    | Feliz cumpleaños Ferxxo Andrés David Restrepo Echevarría, Esteban Higuita Estrada, Johan Esteban Espinosa Cuervo, Salomón Villada Hoyos, Alejandro Ramirez Suarez              | –                         |
| 28. Oktober 2022 – 5. Januar 2023 10 Wochen | 10                                      | Ozuna feat. Feid                        | Hey Mor Andrés Jael Correa Rios, Jan Carlos Ozuna Rosado, José Antonio Aponte Santi, Salomón Villada Hoyos, Gerald Oscar Jimenez, Alejandro Ramirez Suarez                     | –                         |